# Hydroeciodes muelleri
Hydroeciodes muelleri là một loài bướm đêm trong họ Noctuidae.